# NGC 841

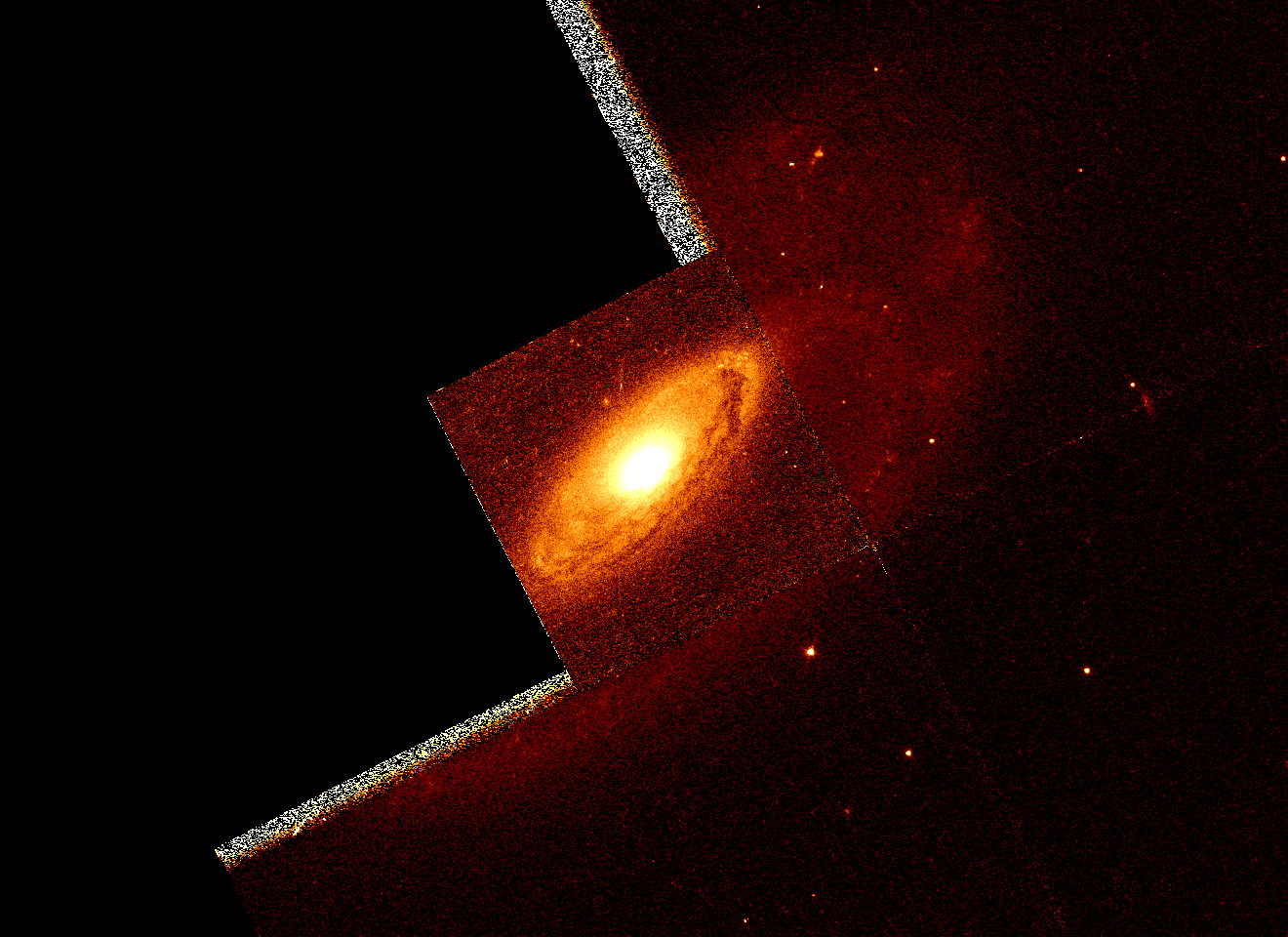
NGC 841 -HST-547m

NGC 841 é uma galáxia espiral barrada (SBab) localizada na direcção da constelação de Andromeda. Possui uma declinação de +37° 29' 51" e uma ascensão recta de 2 horas, 11 minutos e 17,4 segundos.
A galáxia NGC 841 foi descoberta em 24 de Novembro de 1883 por Édouard Jean-Marie Stephan.